# 破陣子
破陣子，又称《十拍子》，詞牌名，唐教坊曲名。
陳暘《樂書》：「唐《破陣樂》屬龜茲部，秦王所制，舞用二千人，皆畫衣甲，執旗旆，外藩鎮春衣犒軍設樂，亦舞此曲，兼馬軍引入場，尤壯觀也。」
按唐《破陣樂》乃七言絕句，此原來是以舊曲之名，另度製新配樂。元朝高拭詞注「正宮」。

## 體例
雙調六十二字，前後段各五句三平韻 
平仄仄平平仄，仄平仄仄平平。仄仄平平平仄仄。仄仄平平平仄平，平平仄仄平。

平仄平平仄仄，仄平平仄平平。平仄仄平平仄仄。平仄平平平仄平，仄平平仄平。
晏殊
海上蟠桃易熟。人間秋月長圓。惟有擘釵分鈿侶。離別常多會面難。此情須問天。
蠟燭到明垂淚。熏爐盡日生煙。一點淒涼愁絕意。漫道秦箏有剩弦。何曾為細傳。
此調始自此詞，宋詞俱照此填。
前段起句，晏詞別首「湖上西風斜日」，湖字、斜字俱平聲，又一首「憶得去年今日」，去字仄聲；第二句，陸游詞「放教昨夜浮名」，放字、昨字俱仄聲；第三句，程垓詞「簇定熏爐酥酒軟」，簇字仄聲，熏字平聲；第四句，蘇軾詞「醉裏無何即是鄉」，醉字仄聲，趙善扛詞「陌上晴光收翠嵐」，收字平聲；第五句，晏詞別首「歌長粉面紅」，歌字平聲，粉字仄聲；後段起句，晏詞別首「巧笑東鄰女伴」，東字平聲，女字仄聲，又「斜日更穿簾幕」，斜字平聲；第二句，晏詞別首「採桑徑裏逢迎」，採字仄聲，程垓詞「歌聲輕度紅兒」，輕字平聲；第三句，晏詞別首「疑怪昨宵春夢好」，疑字平聲，昨字仄聲；第四句，晏詞別首「元是今宵鬥草贏」，元字平聲，趙善扛詞「夢繞清江江水南」，下江字平聲；第五句，晏詞別首「笑從雙臉生」，笑字仄聲，雙字平聲。譜內可平可仄據此。

李煜
四十年来家國，三千里地山河。凤阁龙楼连霄汉，玉树琼枝作烟萝。几曾识干戈？
一旦归为臣虏，沈腰潘鬓銷磨。最是仓皇辞庙日，教坊犹奏别离歌。垂泪对宫娥。
辛棄疾
醉裡挑燈看劍，夢回吹角連營。八百里分麾下炙，五十弦翻塞外聲。沙場秋點兵。 
馬作的盧飛快，弓如霹靂弦驚。了卻君王天下事，贏得生前身後名。可憐白髮生!